# 해리슨 포드
해리슨 포드(Harrison Ford, 1942년 7월 13일 ~ )는 미국의 배우, 파일럿, 환경운동가이다.

## 생애
1942년생으로 유대인계 미국인이다. 1966년 《LA 현금 탈취 작전》으로 데뷔했다. 초기에만 해도 별로 대단하지도 않은 영화에서 조연으로 등장하여 인기있는 배우가 아니었고, 목공 일을 부업으로 하면서 근근이 입에 풀칠은 하면서 살고 있었다.
그러던 중 조지 루커스의 눈에 띄어 《스타워즈》 시리즈에 등장한다. 첫 등장은 1977년 스타워즈 에피소드 4: 새로운 희망에서 한 솔로 역으로, 한 솔로라는 캐릭터를 완벽하게 소화해내며 엄청난 부와 인기를 얻게 되었다. 이후 '젊은 오빠의 새로운 기준'으로 떠오르며 대스타가 되었다. 여기서 가능성을 확인하게 되어 루카스 필름의 신작인 인디아나 존스 시리즈에서 주역을 맡게 되어 더 유명해졌다. 인디아나 존스 역의 인상이 너무 강한 통에 현재 포드의 이미지와 상징은 인디아나 존스로 꼽힌다. 리들리 스콧의 《블레이드 러너》에서 레플리컨트를 '제거'하는 데커드 역을 맡았다.
스타워즈와 인디아나 존스 외에도 수많은 히트작들이 있으며, 한 솔로와 인디아나 존스의 이미지가 강한 것은 사실이다. 그래도 포드 본인은 이 두가지 만으로도 크게 만족하는 것 같다. 인디아나 존스 시리즈를 새로 찍으려 한다는 말을 듣고 곧바로 몸까지 만들고 준비까지 다 마칠 정도로 자신은 인디아나 존스를 좋아하는 듯하다. 어쨌건 신작인 4편에서 60세가 넘은 나이로 그대로 주연으로 등장하였고, 배역을 전혀 무리없이 소화해내며 노익장을 과시했다.
2015년 기준으로, 미국 박스오피스에서만 39억 달러를 벌어들였고, 세계 총액은 60억 달러를 넘겨 미국 영화사상 4번째 흥행 배우로 등극했다. 엠파이어 지에서 꼽은 100대 영화 스타 중 1위를 기록하였다. 2010년, 코미디 앨리 맥빌에 출연한 캘리스타 플록하트와 결혼했으며(세번째 결혼), 총 다섯 자녀를 두고 있다.
2014년 스타워즈 시리즈의 새 작품 촬영 중에 발목과 골반에 골절상을 입고, 이듬해 3월엔 비행기 경착륙(hard landing)으로 다시 골반 골절을 당했다.

## 작품
- 1973년 청춘 낙서 : 밥 팰파
- 1974년 컨버세이션 : 마틴 스텟

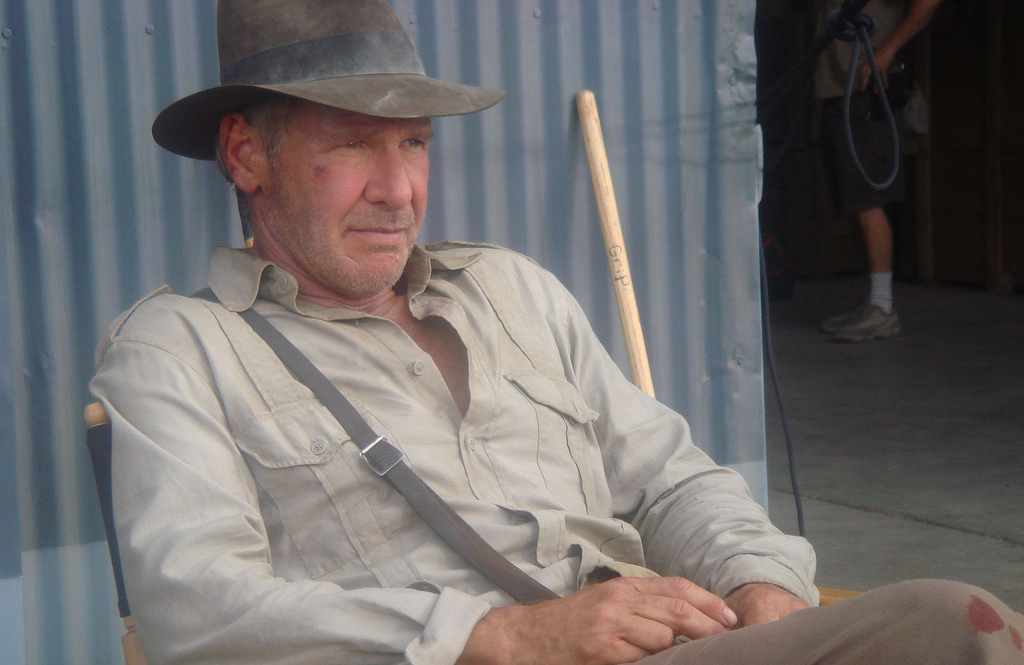
인디아나 존스에서의 해리슨 포드

- 1977년 스타 워즈 에피소드 4: 새로운 희망 : 한 솔로
- 1978년 나바론 2 : 마이크 반스비
- 1979년 지옥의 묵시록 : 루커스 대령
- 1980년 스타 워즈 에피소드 5: 제국의 역습 : 한 솔로
- 1982년 블레이드 러너 : 릭 데커드
- 1981년 레이더스: 잃어버린 성궤를 찾아서 : 인디아나 존스
- 1983년 스타 워즈 에피소드 6: 제다이의 귀환 : 한 솔로
- 1984년 인디아나 존스와 죽음의 사원 : 인디아나 존스
- 1985년 위트니스 : 존 북
- 1986년 모스키토 코스트 : 앨리 폭스
- 1988년 워킹 걸 : 잭
- 1988년 실종자 : 리차드 워커 박사 북
- 1989년 인디아나 존스와 최후의 성전 : 인디아나 존스
- 1990년 의혹 : 러스티 사비치
- 1991년 헨리의 이야기 : 헨리
- 1992년 패트리어트 게임 : 잭 라이언
- 1993년 도망자 : 리처드 킴블 박사
- 1994년 긴급명령 : 잭 라이언
- 1997년 에어포스 원 : 제임스 마셜 대통령
- 1997년 데블스 오운 : 톰 오메라
- 1998년 식스 데이 세븐 나잇 : 퀴니
- 1999년 랜덤 하트 : 반덴 브룩
- 2000년 왓 라이즈 비니스 : 노만 스펜서
- 2002년 K-19: 위도우메이커 : 알렉세이 보스트리코프
- 2008년 인디아나 존스: 크리스털 해골의 왕국 : 인디아나 존스
- 2010년 굿모닝 에브리원 : 마이크 포머로이
- 2011년 카우보이 & 에이리언 : 달러하이드 대령
- 2013년 엔더스 게임 : 하이럼 그라프 대령
- 2014년 익스펜더블 3 : 맥스 드러머
- 2015년 스타 워즈: 깨어난 포스 : 한 솔로
- 2017년 블레이드 러너 2049: 릭 데커드 역
- 2020년 콜 오브 와일드: 존 손튼 역
- 2023년 인디아나 존스: 운명의 다이얼: 인디아나 존스 역
- 2025년 캡틴 아메리카: 브레이브 뉴 월드: 태디어스 "썬더볼트" 로스 역
- 2025년 1923 시즌 2: 제이콥 더튼 역